# 프세포데르마
프세포데르마(Psephoderma)는 약 2억 1천만년 전 트라이아스기 후기에 살았던 척추동물 파충류 생물이다. 속명의 뜻은 '자갈 같은 피부'를 뜻하는 그리스어 psepho(ψῆφος) derma(δέρμα)에서 유래했다. 주로 편평한 두개골과 좁고 곧은 연단을 갖고 있었으며, 턱 안에는 자신이 먹는 조개류를 부수는 데 특화된 둥근 이빨이 박혀 있었다.머리모습이 마치 자라를 닮았다.